# Ghiacciaio Hooper
Il ghiacciaio Hooper è un ghiacciaio lungo circa 6 km situato sull'isola Anvers, una delle isole dell'arcipelago Palmer, al largo della costa nord-occidentale della Terra di Graham, in Antartide. In particolare, il ghiacciaio, il cui punto più alto si trova a circa 500 m s.l.m. e che è separato dal ghiacciaio William per mezzo della cresta Gateway, scorre verso est-nord-est, a partire dalla sella a nord dell'omonimo monte William e a sud del monte Moberly, fino a entrare nella parte occidentale della baia di Börgen, nella parte sud-orientale dell'isola.

## Storia
Già avvistato durante la spedizione belga in Antartide effettuata fra il 1897 ed il 1899 al comando di Adrien de Gerlache, il ghiacciaio Hooper è stato poi oggetto di ricognizione nel 1955 da parte del British Antarctic Survey (al tempo ancora chiamato "Falkland Islands Dependencies Survey", FIDS) e così battezzato dal Comitato britannico per i toponimi antartici in onore di Peter R. Hooper, membro del FIDS e capo della squadra di geologi di stanza alla stazione di Arthur Harbour nel 1955 e nel 1956.